# Olof Molander
Olof Molander (8 ottobre 1892 – 26 maggio 1966) è stato un regista teatrale e regista svedese.

## Biografia
Figlio del regista Harald Molander e dell'attrice svedese Lydia Wessler, fratello del regista Gustaf Molander e parente dell'attore Jan Molander. Fu direttore del Royal Dramatic Theatre (Dramaten) 1919-1963, gli succedette Pauline Brunius, morì all'età di 73 anni.

## Filmografia

### Regista
- Bara en danserska (1926)
- Appassionata, 1944
- Oss tjuvar emellan eller en burk ananas, 1945
- Johansson och Vestman, 1946
- Han som fick leva om sitt liv (1961)

### Attore
- 1922 - Thomas Graals myndling
- 1939 - Gubben kommer
- 1940 - Stora famnen
- 1945 - Vandring med månen
- 1945 - Galgmannen